# André Hugon
André Hugon, all'anagrafe Jean Victor Félicien André Hugon (Algeri, 17 dicembre 1886 – Cannes, 22 agosto 1960), è stato un regista, sceneggiatore e produttore cinematografico francese.
Noto per i suoi film muti, diresse circa 90 pellicole tra il 1913 e il 1952. Conosciuto anche per aver realizzato il primo film sonoro francese, Les trois masques del 1929.

## Biografia
Dopo gli inizi come giornalista e critico cinematografico, nel 1913 diresse il film Mademoiselle Etchiko con Denise Grey. 
Nel 1916 diresse Chignon d'or con Mistinguett e Harry Baur. Nel 1918 creò la sua società di produzione Films André Hugon e pubblicò la rivista Cinéma-Théâtre.

## Filmografia

### Regista
- Mademoiselle Etchiko - cortometraggio (1913)
- Le Lys d'or (1913)
- Le châtiment d'un espion (1914)
- Deux coups classiques (1914)
- Cousine (1914)
- Minne (1915)
- Sous la menace (1916)
- Fleur de Paris (1916)
- L'empreinte (1916)
- Beauté fatale (1916)
- Mistinguett détective co-regia di Louis Paglieri (1917)
- Le masque du vice co-regia di Raphal Adam, Louis Paglieri (1917)
- Le bonheur qui revient (1917)
- Vertige (1917)
- Requins (1917)
- Mystère d'une vie (1917)
- Mariage d'amour (1917)
- Un crime a été commis (1919)
- Les chères images (1920)
- La Fugitive (1920)
- La preuve (1921)
- Les deux pigeons (1922)
- La princesse aux clowns (1925)
- L'homme des Baléares (1925)
- La réponse du destin (1926)
- La vestale du Gange (1927)
- La grande passion (1928)
- Tenerezza (La tendresse) (1930)
- La femme et le rossignol (1931)
- Le marchand de sable (1932)
- Maurin des Maures (1932)
- Les vingt-huit jours de Clairette (1933)
- Boubouroche (1933)
- L'illustre Maurin (1933)
- La paix chez soi (1933)
- Famille nombreuse (1934)
- Gangster malgré lui (1935)
- Moïse et Salomon parfumeurs (1935)
- Gaspard de Besse (1935)
- Un coup de veine (1935)
- Le piment (1935)
- Le gros lot de Cornembuis (1935)
- La carte forcée (1935)
- Le faiseur (1936)
- Les mariages de Mademoiselle Lévy (1936)
- Une femme par interim (1936)
- La main passe (1936)
- Monsieur Bégonia (1937)
- Le réserviste improvisé (1937)
- Une femme a menti (1938)
- L'héritage d'Onésime (1938)
- Un de la lune (1939)
- Les souvenirs de Maurin des Maures (1950)

### Regista e sceneggiatore
- Le rapt (1914)
- Sous les phares (1916)
- Les chacals (1917)
- Angoisse (1917)
- Johannes, fils de Johannes co-regia di Louis Paglieri (1918)
- Mademoiselle Chiffon (1919)
- Jacques Landauze (1920)
- Fille de rien (1921)
- Le roi de Camargue (1922)
- Le diamant noir (1922)
- Notre Dame d'amour (1923)
- Le petit chose (1923)
- La rue du pavé d'amour (1923)
- La gitanilla (1924)
- L'arriviste (1924)
- Yasmina (1927)
- La marche nuptiale (1929)
- La croix du sud (1932)
- Si tu veux (1932)
- Chambre 13 (1942)
- La sévillane co-regia di Jorge Salviche (1943)
- Les bienfaits de Monsieur Ganure (1948)

### Regista, sceneggiatore e produttore
- Lévy et Cie (1930)
- Les galeries Lévy et Cie (1932)
- Romarin (1937)
- Le héros de la Marne (1938)
- È arrivata la fortuna co-regia di Yves Mirande (1940)
- Le chant de l'exilé (1943)
- L'affaire du Grand Hôtel (1946)
- Les quatre sergents du Fort Carré (1952)

### Regista, sceneggiatore, produttore e attore
- Mistinguett détective II co-regia di Louis Paglieri (1917)

### Regista sceneggiatore, produttore e compositore
- La rue sans joie (1938)

### Regista e produttore
- Chignon d'or (1916)
- Les trois masques (1929)
- Chourinette (1934)
- Sarati il terribile (1937)
- Trois Argentins à Montmartre (1941)

### Produttore
- Moritz macht sein Glück regia di Jaap Speyer (1931)
- Padre Sergio regia di Lucien Ganier-Raymond (1945)
- Il fiacre N. 13 regia di Raoul André, Mario Mattoli (1948)
- L'assassin est à l'écoute regia di Raoul André (1948)

### Sceneggiatore
- Rigadin défenseur de la vertu regia di Georges Monca (1912)